# Xiaozhai (köping i Kina, Yunnan)
Xiaozhai (kinesiska: 小寨镇) är en köping i Kina. Den ligger i provinsen Yunnan, i den sydvästra delen av landet, omkring 250 kilometer norr om provinshuvudstaden Kunming. Antalet invånare är 18 896. Befolkningen består av 8 820 kvinnor och 10 076 män. Barn under 15 år utgör 24,0 %, vuxna 15-64 år 70 %, och äldre över 65 år 5,0 %.
Genomsnittlig årsnederbörd är 1 008 millimeter. Den regnigaste månaden är juli, med i genomsnitt 228 mm nederbörd, och den torraste är december, med 7 mm nederbörd.